# Hội thảo

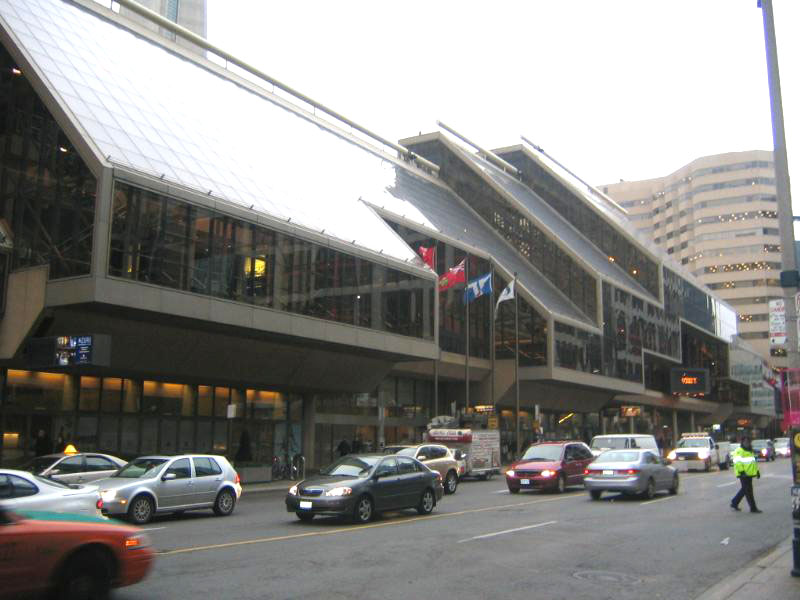
Trung tâm hội thảo Metro Toronto, 2004

Hội thảo là cuộc gặp mặt của một nhóm người có cùng một mối quan tâm chung tại một địa điểm và thời gian đã định trước để tranh luận về nội dung quan tâm. Các hội thảo phổ biến nhất dựa trên các ngành công nghiệp, nghề nghiệp, và người hâm mộ chung. Hội chợ thương mại thường tập trung vào một ngành công nghiệp hoặc ngành công nghiệp phân khúc đặc biệt, và có các diễn giả phát biểu quan trọng, trình bày các nhà cung cấp, các thông tin khác và các hoạt động quan tâm đến những người tổ chức sự kiện và tham dự.  Hội thảo chuyên ngành tập trung vào các vấn đề liên quan đến chuyên ngành và các tiến bộ trong chuyên ngành đó. Các hội thảo như thế thường được các hiệp hội chuyên về quảng bá các chủ đề trên tổ chức. Hội thảo người hâm mộ thường có các màn hình, chương trình, và bán hàng dựa trên văn hóa âm nhạc và những người khách nổi tiếng tham gia. Hội thảo khoa học viễn tưởng có bản chất của cả hai hội thảo chuyên ngành và hội thảo người hâm mộ theo truyền thống, với sự cân bằng tùy theo từng trường hợp cụ thể. Hội thảo cũng được tổ chức để thu hút người với nhiều sở thích khác nhau, chẳng hạn như hội thảo trò chơi hoặc hội thảo về các mô hình đường sắt.